# 香川県立農科大学
香川県立農科大学（かがわけんりつのうかだいがく、公用語表記: 香川県立農科大学）は、香川県木田郡三木町大字池戸字長屋2393番地に本部を置いていた日本の公立大学である。1950年に設置され、1958年に廃止された。
国立学校設置法の一部を改正する法律（昭和30年 法律第44）により、国立香川大学に編入され、香川大学農学部となった。
本項では、旧制香川県立農業専門学校などの前身諸校を含めて記述する。

## 概要
- 1903年 （明治36年） 創設の木田郡立乙種農学校を源流とする。
- 直接の前身校、旧制香川県立農業専門学校は、第二次世界大戦後に増設された公立の農業専門学校 （旧称 高等農林学校） の一つ。
- 学制改革で新制香川県立農科大学に昇格した後、国立移管され、香川大学農学部となった。
- 同窓会は 「池戸会」 （いけのべかい） と称し、旧制・新制合同の会である。

## 沿革

### 前史
- 1903年2月25日： 木田郡立乙種農学校設立認可 （文部省告示第37号）。
  - 農業学校規程 （1899年） に基づく乙種農業学校。
  - 本科 （修業年限3年）、別科 （同 6ヶ月）。本科の入学資格： 満12歳以上、4年制尋常小学校卒業程度。
- 1903年4月5日： 開校式・第1回入学式。13日、授業開始。
  - 発足時は本科を甲学級 （高等小学校卒業者）、乙学級 （尋常小学校卒業者） に分けた。
- 1905年4月28日： 香川県木田郡立甲種農林学校に改組 （文部省告示第88号）。
  - 本科 （修業年限3年）、予科 （同 2年） を設置。
  - 本科の入学資格： 満14歳以上、4年制高等小学校卒業程度。予科は 2年制高等小学校卒業者対象。
- 1906年4月1日： 香川県に移管し、香川県立農林学校と改称 （3月12日文部省告示第45号）。
  - 予科を廃止。本科 （3年制）・補習科 （1年制） を設置。
- 1909年4月： 校舎移転、新築落成式を挙行。同窓会発足。
- 1911年3月： 附属農業補習学校を設置 （1916年4月廃止）。
- 1912年1月： 養蚕別科を設置 （1年制）。
- 1915年3月： 校歌 『源平此に戦ひし』 制定 （壺井忠雄 作詞、永井一孝 閲、東儀鉄笛 作曲）。
- 1922年4月1日： 香川県立木田農林学校 と改称 （香川県令第16号）。
- 1922年4月13日： 養蚕別科を養蚕専修科と改称。
- 1923年2月： 校友会と同窓会が合併、「学友会」 発足。
- 1927年1月： 学友会に 「植民部」 設立。以後、植民講座を継続開催。
- 1927年4月： 植民科 （課外講義） を設置。
- 1931年3月： 研究科を設置。
- 1933年6月： 香川県植民講習所を附設 （修業年限6ヶ月、満17歳以上対象）。
- 1937年4月： 第二部産業組合科を設置 （修業年限1年、中学校卒業者対象）。
- 1940年2月： 同窓会独立再建、「池友会」 と称する （現 「池戸会」）。
- 1941年12月： 戦時措置による繰上卒業 （1945年まで）。
- 1943年3月： 本科・第二部を改組。
  - 農業科第一本科 （新設）： 修業年限4年、国民学校初等科卒業者対象。
  - 農業科第二本科 （従来の本科から改称）： 修業年限3年、国民学校高等科卒業者対象。
  - 第二部産業組合科を産業組合専修科と改称、国民学校高等科卒業者対象に変更。
- 1944年4月： 養蚕専修科・産業組合専修科を廃止。
- 1946年4月： 同窓会総会、農業専門学校 （農専） 創設を提起 （後に農専設立期成同盟会結成）。

### 旧制香川県立農業専門学校時代
- 1947年3月31日： 専門学校令により香川県立農業専門学校設立認可。
  - 本科 （修業年限3年） に農業科・農産製造科の 2科を設置。
  - 母体の香川県立木田農林学校は1948年に新制香川県立木田農業高等学校となったが、1950年から生徒募集を停止し、1952年3月廃校。代わりに、1950年4月、香川県立木田高等学校 （現・香川県立高松東高等学校） に全日制農業科が設置された （1965年3月廃止）。
- 1947年9月10日： 香川県立農業専門学校第1回入学式。
- 1948年5月： 農専設立期成同盟会、「香川県立農科大学設立期成同盟会」 に移行。
- 1949年5月： 香川県議会、農科大学への昇格を可決。
- 1949年8月： 農科大学設置認可申請書を文部省に提出。

### 香川県立農科大学時代
- 1950年2月20日： 香川県立農科大学設置認可 （3月14日付文部省告示第7号）。
- 1950年4月： 香川県立農科大学開学。
  - 農学部 （農学専攻、園芸学専攻、農産製造学専攻） を設置。
- 1951年3月： 旧制香川県立農業専門学校、閉校 （正式の廃止は1961年3月）。
- 1952年3月： 木田郡井戸村（現在のさぬき市昭和）字谷に附属傾斜地農業科学研究所を設置 （現 香川大学農学部附属農場）。
- 1953年6月： 国立移管推進委員会、香川大学学長に移管の申入れ。
  - 国立移管を希望した理由は、国立大学に比べて研究費の面で不利だったことが大きいとされる。
- 1953年7月： 香川大学評議会、移管を承認。
- 1953年10月： 香川県議会、国立移管意見書案を可決。
- 1954年2月： 学科制に変更。
  - 農学科 （第1部、第2部）、園芸学科、農芸化学科に改組。
- 1955年1月： 香川大学農学部設置認可申請書を文部省に提出。
- 1955年7月10日： 「国立学校設置法（昭和24年法律第150号）の一部を改正する法律」 により、香川大学農学部設置。
  - 国立に移管。農学科甲 （農学）・農学科乙 （農業工学）・園芸学科・農芸化学科を設置。
- 1958年3月： 移管完了し、香川県立農科大学廃止。

## 歴代校長・学長
旧制木田郡立乙種農学校、木田郡立甲種農学校、香川県立農林学校、香川県立木田農林学校
- 校長： 山越金次郎 （1903年3月 - 1904年7月）
- 校長： 萱場三郎 （1904年7月 - 1906年10月）
- 校長： 吉村喜一郎 （1906年10月 - 1917年11月）
- 校長： 石川雄右衛門 （1917年11月 - 1921年4月）
- 校長事務取扱： 前川十郎 （1921年4月 - 1921年5月）
- 校長： 前川十郎 （1921年5月 - 1922年11月）
- 校長： 大塚静 （1922年11月 - 1946年4月）
- 校長： 藤本茂 （1946年4月 - 1948年6月）
- 校長： 黒上泰治 （1948年6月 - 1952年3月）

旧制香川県立農業専門学校
- 校長事務取扱： 藤本茂 （1947年3月 - 1948年3月）
- 校長： 黒上泰治 （1948年3月 - 1951年3月）

香川県立農科大学
- 学長： 黒上泰治
  - 後の香川大学農学部 初代学部長

## 校地
源流の旧制木田郡立乙種農学校は、創立当初、香川県木田郡平井村（現 木田郡三木町）大字池戸（いけのべ） 1383番地の大宮八幡宮恵徳院の一角を使用した。旧制香川県立農林学校時代の 1909年4月、木田郡から提供された香川県木田郡平井村大字池戸字長屋2393番地の校地に移転した。同校地は、後身の旧制香川県立農業専門学校、香川県立農科大学、香川大学農学部が拡充しながら使用している（現 香川大学三木町農学部キャンパス）。なお最寄り駅であった高松琴平電気鉄道長尾線の田中道駅は1950年「農大前駅」と改称したが、同大学が香川大に併合されたことにより1958年農学部前駅と改称、現在に至っている。

## 関連書籍
- 作道好男・作道克彦（編）　『香川大学農学部八十年史』　教育文化出版教育科学研究所、1986年11月。